# Bloomsbury

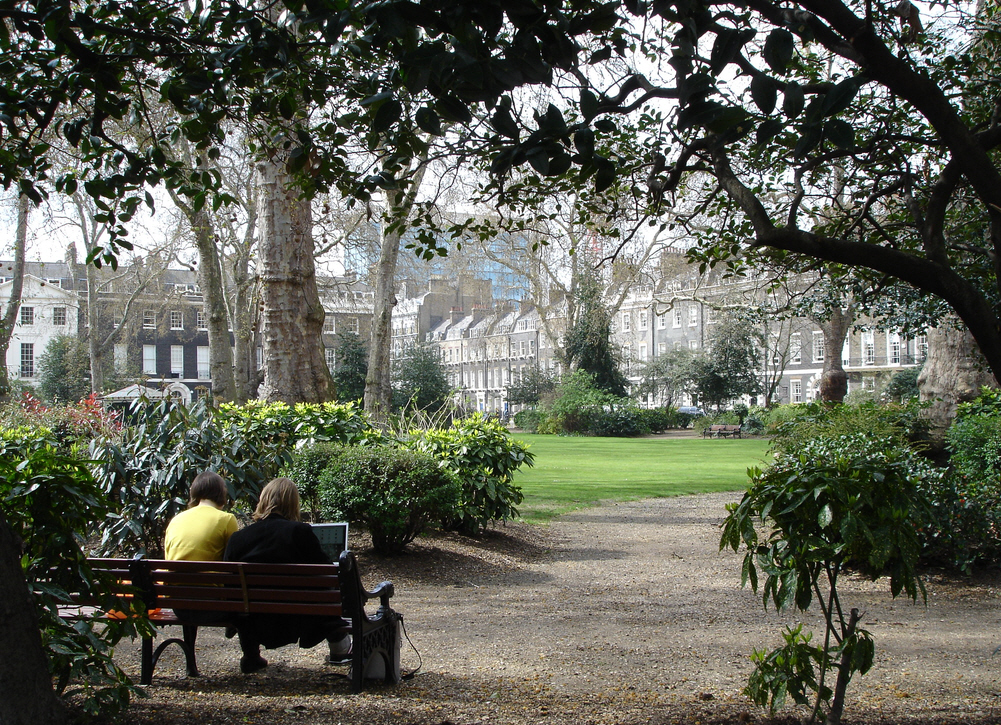
Bedford Square, Bloomsbury

Bloomsbury é um distrito no borough de Camden, na Região de Londres, na Inglaterra. Foi transformado pela família Russell, nos séculos XVII e XVIII, numa elegante área residencial. É célebre por seu conjunto de praças ajardinadas, e por suas conexões literárias (exemplificadas pelo Grupo de Bloomsbury), e também por seus numerosos hospitais e instituições acadêmicas.
Ainda que Bloomsbury não tenha sido a primeira área de Londres a adquirir formalmente uma praça, a Southampton Square (agora chamada de Bloomsbury Square), projetada por Thomas Wriothesley, 4.º Conde de Southampton, em 1660, foi a primeira praça a ser oficialmente chamada como tal (square, em inglês).
Em Bloomsbury se localiza o Museu Britânico, a Academia Real de Arte Dramática, a Associação Médica Britânica, a Senate House Library da Universidade de Londres, além de seus colleges (University College London, Birkbeck, Institute of Education, London School of Hygiene and Tropical Medicine, School of Pharmacy, School of Oriental and African Studies e o Royal Veterinary College).
Entre os hospitais localizados na região estão o Great Ormond Street Hospital, o National Hospital for Neurology and Neurosurgery e o University College Hospital.
A Biblioteca Britânica também se localizava em Bloomsbury, dentro do edifício do Museu Britânico; em 1997, no entanto, mudou-se para um local próprio ao lado da estação de St. Pancras, na região de Somers Town.

## História

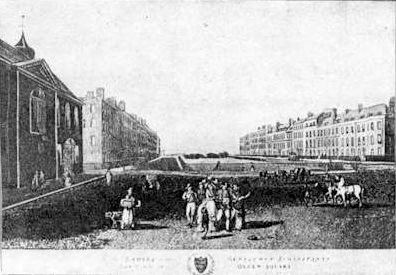
Queens Square, Bloomsbury, em 1787. Os campos ao norte chegavam até Hampstead.

O primeiro registro do que viria a ser Bloomsbury está no Domesday Book, de 1086, que relata a existência de vinhedos na região, assim como "madeira para 100 porcos". Somente em 1201, no entanto, o nome Bloomsbury foi registrado, quando William de Blemond, um proprietário de terras normando, adquiriu as propriedades da região. O nome viria de Blemondisberi - o bury, ou solar, de Blemond. Uma publicação de 1878, Old and New London: Volume 4, menciona a teoria de que a área recebeu este nome de uma aldeia chamada "Lomesbury", que se situava no local onde está a atual Bloomsbury Square, embora este exemplo de etimologia popular não seja levado a sério hoje em dia.
Ao fim do século XIV, o rei da Inglaterra, Eduardo III, comprou o solar de Blemond, e o presenteou aos monges cartuxos da London Charterhouse ("Cartuxa de Londres"), que mantiveram a área rural, em sua maior parte.
No século XVI, com a dissolução dos mosteiros, o rei Henrique VIII retomou a terra para a posse da coroa, e o doou a Thomas Wriothesley, 1.º Conde de Southampton.
No início da década de 1660, o Conde de Southampton construiu o que eventualmente se tornaria a Bloomsbury Square. A maior parte da área foi dividida no século XVIII, principalmente por proprietários de terra como Wriothesley Russell, 3.º Duque de Bedford, que construiu o Mercado de Bloomsbury, inaugurado em 1730. O desenvolvimento principal das praças que existem atualmente deu-se por volta de 1800, quando Francis Russell, 5.º Duque de Bedford mudou a Bedford House de lugar, e desenvolveu o terreno situado ao norte, com a Russell Square como sua peça central.